# Dramesioí
Dramesioí (Dramesioi) är en ort i Grekland.   Den ligger i prefekturen Nomós Ioannínon och regionen Epirus, i den nordvästra delen av landet, 300 km nordväst om huvudstaden Aten. Dramesioí ligger 725 meter över havet och antalet invånare är 125.
Terrängen runt Dramesioí är kuperad norrut, men söderut är den bergig. Runt Dramesioí är det glesbefolkat, med 20 invånare per kvadratkilometer. Närmaste större samhälle är Ioánnina, 14,8 km nordost om Dramesioí. I omgivningarna runt Dramesioí växer i huvudsak blandskog.